# Pontiacq-Viellepinte
Pontiacq-Viellepinte ist eine französische Gemeinde mit 176 Einwohnern (Stand 1. Januar 2022) im Département Pyrénées-Atlantiques in der Region Nouvelle-Aquitaine (vor 2016: Aquitanien). Die Gemeinde gehört zum Arrondissement Pau und zum Kanton Pays de Morlaàs et du Montanérès (bis 2015: Kanton Montaner).
Der Name in der gascognischen Sprache lautet Pontiac-Vielapinta. Der Ursprung des ersten Teils des Namens der Gemeinde setzt sich aus dem lateinischen Namen Pontius und dem Suffix -acum zusammen, das zusammen „Landgut des Pontius“ bedeutet. Der zweite Namensteil stammt aus den lateinischen Wörtern villa und pinctea. Nach Hubert Dutech weist der Namen auf eine Herberge auf dem Weg zwischen Beneharnum (Lescar) und Vic-en-Bigorre hin, die nach keltischer Art rot angestrichen war.
Die Bewohner werden Pontiacquais und Pontiacquaises genannt.

## Geographie
Pontiacq-Viellepinte liegt ca. 35 km östlich von Pau in der historischen Provinz Béarn am östlichen Rand des Départements und grenzt im Westen an eine Enklave des benachbarten Départements Hautes-Pyrénées.
Umgeben wird Pontiacq-Viellepinte von den Nachbargemeinden:
| Maure                                                | Bentayou-Sérée                              | Lamayou       |
|                                                      | Kompassrose, die auf Nachbargemeinden zeigt | Casteide-Doat |
| Escaunets (Enklave des Départements Hautes-Pyrénées) |                                             | Montaner      |

Pontiacq-Viellepinte liegt im Einzugsgebiet des Flusses Adour.
Zuflüsse des Louet, einem Nebenfluss des Adour, durchqueren das Gebiet der Gemeinde:
- der Ruisseau de Carbouère und sein Nebenfluss,
  - der Ruisseau diu Lac, und
- der Ruisseau de Layza.[4]

## Geschichte
Am 25. Juni 1844 haben sich die Gemeinden Pontiacq und Viellepinte zur Gemeinde Pontiacq-Viellepinte zusammengeschlossen.
Zwei Hügelgräber auf dem Gebiet der ehemaligen Gemeinde Viellepinte zeigen eine frühe Besiedelung des Landstrichs. Im Mittelalter gab es in Viellepinte eine Motte, die von breiten Gräben umsäumt war. Bei der Volkszählung im Jahre 1385 wurden in Pontiacq zehn und in Viellepinte vierzehn Haushalte gezählt. Pontiacq gehörte zur Bailliage von Montaner, Viellepinte von Morlaàs. Die Grundherrschaft von Pontiacq wurde seit dem 14. Jahrhundert in den Aufzeichnungen erwähnt. Zu Beginn des 18. Jahrhunderts gehörte sie Jacques de Puyoo. Die Grundherrschaft von Viellepinte besaß im Mittelalter die Familie de Lons. Im Laufe der Jahrhunderte wurde sie mehrfach vererbt, bis sie in die Hände von François de Lasserre, einem Bürger aus Pau, gelangte. Im 19. Jahrhundert war die Hauptaktivität der Pontiacquais die Herstellung von Holzkohle. Bezeichnend ist der Name des Baches, der durch Pontiacq fließt, denn Carbouère bedeutet auf Deutsch „Köhlerin“.
Toponyme und Erwähnungen von Pontiacq waren:
- Ponteac (1385, Volkszählung im Béarn),
- Pontiac (1750, Karte von Cassini),
- Pontiacq (1793, Notice Communale),
- Pontiac (1801, Bulletin des lois) und
- Pontiacq (1863, Dictionnaire topographique de la France).[5][6][7]

Toponyme und Erwähnungen von Viellepinte waren:
- Villa-Picta (1270, Kopialbuch des Schlosses von Pau, Nr. 1),
- Biela-Pinte (1429, Volkszählung im Bigorre, Blatt 266),
- Vielapinta (1549, réformation de Béarn, Manuskriptsammlung des 16. bis 18. Jahrhunderts),
- Bielepinte (1737, Zählung von Maure),
- Vielepinte (1750, Karte von Cassini),
- Viellepinte (1793, Notice Communale),
- Vielle-Pinte (1801, Bulletin des lois) und
- Viellepinte (1863, Dictionnaire topographique de la France).[5][6][8]

### Einwohnerentwicklung
Nach dem Zusammenschluss der beiden ehemaligen Gemeinden wurde auch gleich ein Höchststand der Einwohnerzahl von rund 390 erreicht. In der Folgezeit reduzierte sich die Zahl bei kurzen Erholungsphasen bis zur Jahrtausendwende auf 110. In jüngster Zeit ist ein moderates Wachstum zu verzeichnen.
| Jahr      | 1962 | 1968 | 1975 | 1982 | 1990 | 1999 | 2006 | 2009 | 2022 |
| --------- | ---- | ---- | ---- | ---- | ---- | ---- | ---- | ---- | ---- |
| Einwohner | 152  | 140  | 127  | 116  | 131  | 110  | 117  | 131  | 176  |

## Sehenswürdigkeiten
- Pfarrkirche in Pontiacq, gewidmet dem Apostel Petrus. Im Mittelalter gab es bereits eine Pfarrkirche, die vermutlich aus der Romanik datierte. In den Hugenottenkriegen wurde sie im Jahre 1569 von protestantischen Truppen unter Führung von Gabriel de Lorges, Graf von Montgomery, vollständig zerstört. Nach dem Ende der Kriege wurde die heutige Kirche im 17. Jahrhundert neu gebaut. Ihr einschiffiges Langhaus schien ausreichend für die Größe der damaligen Pfarrgemeinde zu sein. 1744 wurde die Kirche restauriert, wie die entsprechende Jahreszahl, eingraviert auf dem Schlussstein über der Eingangstür, belegt. Oberhalb des Eingangsportals wird der Glockengiebel durch Arkaden unterbrochen, die eine kleine Glocke beinhalten. Das Kircheninnere ist ausgestattet mit einer kleinen Empore und mit einer Täfelung, die im Zuge einer Restaurierung gegen Ende des 19. Jahrhunderts eingearbeitet wurde. Viele Ausstattungsgegenstände stammen aus dem 18. Jahrhundert und sind als nationale Kulturgüter registriert.[11][12]

- Pfarrkirche von Viellepinte, gewidmet Paulus von Tarsus. Sie wurde im 16. Jahrhundert errichtet und gehörte in dieser Zeit der Komturei des Malteserordens von Caubin und Morlaàs. Ihr Baustil spiegelt den Übergang von der Gotik zur Renaissance wider. Das einschiffige Langhaus zeigt bereits Einflüsse der Renaissance, während die Spitzbögen des Chors Ausdrücke des traditionellen gotischen Stils zeigen. Drei Strebewerke an der Außenseite der Apsis leiten den Schub ab. Im Inneren lassen sich einige Malereien als „naiv“ bezeichnen, vor allem weil die aus der Spätperiode der Gotik stammenden Werke noch nicht den in der Renaissance eingeführten Regeln von Körperproportionen befolgen. Viele Ausstattungsgegenstände stammen aus dem 17. und 18. Jahrhundert und sind als nationale Kulturgüter registriert.[13][14]

- Kapelle von Peyraube. Sie wurde im 15. und 16. Jahrhundert errichtet. Die Wandmalereien ihres Langhauses sind seit 1983 als Monument historique eingestuft.[15]

- Schloss Minvielle. Es wurde im 18. Jahrhundert auf Fundamenten einer früheren Burg im Ortsteil Pontiacq errichtet. Das Gebäude befindet sich vermutlich genau an der Stelle des Donjons der Motte. Ihre Gräben bestehen noch heute und umsäumen das Schloss. Der heutige Wohntrakt besitzt zwei Stockwerke und ein Dachgeschoss und ist mit Schiefer gedeckt. Er öffnet sich auf einen Innenhof, an dessen Ende der Blick auf einen viereckigen Turm fällt. Das Schloss befindet sich in Privatbesitz und ist der Öffentlichkeit nicht zugänglich.[16]

## Wirtschaft und Infrastruktur

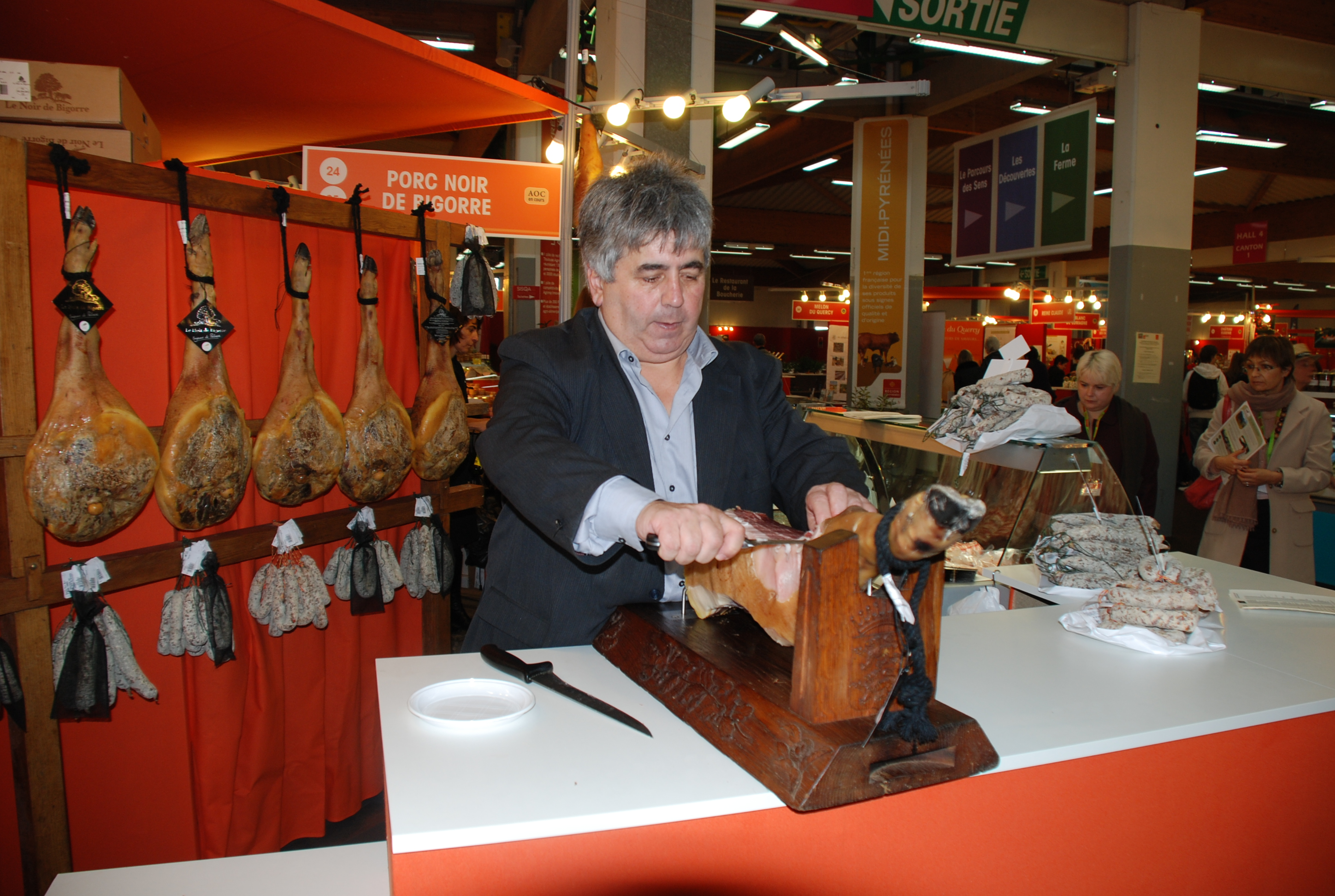
Schinken Porc Noir de Bigorre

Pontiacq-Viellepinte liegt in den Zonen AOC der Schweinerasse Porc noir de Bigorre und des Schinkens Jambon noir de Bigorre.

### Bildung
Die Gemeinde verfügt über eine öffentliche Vor- und Grundschule mit 73 Schülerinnen und Schülern im Schuljahr 2017/2018.

### Sport und Freizeit
Ein leichter Rundweg von 8,5 km Länge führt zu Fuß oder mit dem Fahrrad vom Rathaus durch das Gebiet der Gemeinde.

### Verkehr
Pontiacq-Viellepinte ist erreichbar über die Routes départementales 7, 202, 225 und 407.